# Anna-Lynne Williams
Anna-Lynne Williams (* 8. Februar 1978) ist eine US-amerikanische Sängerin und Songschreiberin.

## Leben
Williams wuchs in Laguna Hills, Kalifornien auf. Derzeit lebt und arbeitet sie in Seattle. Sie war Frontfrau der 1997 gegründeten Shoegaze- und Indie-Rock-Band Trespassers William. Darüber hinaus arbeitete sie mit den Chemical Brothers beim Song Hold Tight London (2005) zusammen. Ebenso ist Williams auf The World Is Too Much With Us von Au Revoir Borealis zu hören. 2008 erschien ihr erstes Solo-Album China Mountain unter dem Pseudonym „Lotte Kestner“ (eine Referenz auf Charlotte Buff).

## Diskografie

### Mit Trespassers William
- 1999: Anchor
- 2004: Different Stars
- 2006: Having
- The Natural Order Of Things (EP)
- Noble House (EP)
- Disinterested – Behind Us

### Als Lotte Kestner
- 2008: China Mountain
- 2009: China Mountains B-Sides
- 2009: Temperature (Chocolate Version) (Single)
- 2011: Stolen
- 2012: Extra Covers Collection EP
- 2011: Trespassers William Songs – Anna-Lynne Solo Versions
- 2011: Your Protector (Single)
- 2011: Conversation 16 (Single)
- 2013: Until (EP)
- 2017: Covers
- 2017: Off White
- 2020: Covers, Vol.2
- 2022: Lost Songs